# Mont-près-Chambord
Mont-près-Chambord ist eine französische Gemeinde mit 3360 Einwohnern (Stand: 1. Januar 2022) im Département Loir-et-Cher in der Region Centre-Val de Loire. Sie gehört zum Gemeindeverband Communauté de communes du Grand Chambord, zum Arrondissement Blois und zum Kanton Chambord.

## Geografie
Mont-près-Chambord liegt etwa elf Kilometer südöstlich von Blois. Der Fluss Beuvron begrenzt die Gemeinde im Süden. Umgeben wird Mont-près-Chambord von den Nachbargemeinden Huisseau-sur-Cosson im Norden, Tour-en-Sologne im Osten und Südosten, Cour-Cheverny im Süden, Cellettes im Westen und Südwesten sowie Vineuil im Westen und Nordwesten.

## Geschichte
Noch im 13. Jahrhundert wird der Ort als Montes Bonomies genannt, der sich alsbald in Monts bzw. zeitweise in Saint-Martin-de-Mont wandelt. Ihren heutigen Namen erlangte die Gemeinde 1918.

### Bevölkerung
| Jahr      | 1962  | 1968  | 1975  | 1982  | 1990  | 1999  | 2006  | 2017  |
| --------- | ----- | ----- | ----- | ----- | ----- | ----- | ----- | ----- |
| Einwohner | 1.249 | 1.261 | 1.643 | 2.413 | 2.786 | 3.025 | 3.216 | 3.297 |

## Sehenswürdigkeiten
- Kirche Saint-Martin
- Haus Clénord

## Persönlichkeiten
- Jules de Pétigny (1801–1858), Archäologe und Historiker